# Storslalom
Storslalom är en tävlingsgren i alpin skidsport och går ut på att den tävlande skall ta sig igenom en slingrande bana med portar. Storslalom skiljer sig från slalom genom att det är mycket glesare mellan portarna, vilket medför att hastigheten är högre i storslalom. En storslalombana har mellan 56 och 70 portar för herrar och mellan 46 och 58 portar för damer.
När man tävlar i storslalom åker man två åk. Den sammanlagda tiden räknas. Stilbildande inom storslalom kan man säga att Ingemar Stenmark från Sverige var med sin mjuka och följsamma stil. Under 2000-talets början har Michael von Grünigen från Schweiz kallats den mest graciöse storslalomåkaren.
Med carvingtekniken har åkningen ändrats radikalt och Stenmarks åkstil är inte längre den bästa. Den som åker stilbildande idag[när?] är Ted Ligety (USA) som vunnit flera medaljer i VM och VC.[källa behövs]
Fallhöjden ska för världselittävlingar vara 250–450 m för män och 250–400 m för kvinnor.
Storlslaomgrenen uppstod i 1930-talets Italien då en slalomtävling förlagd till Monte Mottarone vid Maggioresjön i Piemonte den 19 januari 1935 på grund av snöbrist tvingades göras om.

### Fotnoter
1. ↑  ”How Giant Slalom Was Invented” (på engelska). Skiing History. 7 juli 2012. https://www.skiinghistory.org/news/how-giant-slalom-was-invented. Läst 10 april 2016.